# Lestes rothschildi
Lestes rothschildi är en trollsländeart som beskrevs av Martin 1907. Lestes rothschildi ingår i släktet Lestes och familjen glansflicksländor. Inga underarter finns listade i Catalogue of Life.